# Nicolas Boucherat
Pour les articles homonymes, voir Boucherat.
Nicolas Boucherat (ou Nicolas II Boucherat), né en 1562 à Pont-sur-Seine et mort le 8 mai 1625, est abbé de Cîteaux à partir de 1604.

## Biographie
Docteur en théologie, il est le neveu de Nicolas I Boucherat (1515-1586), lui-même abbé de Cîteaux de 1571 à 1584. Nicolas I Boucherat participa au concile de Trente. 
Élu abbé de Cîteaux en 1604, après Edmond de la Croix, il assiste aux états généraux  de Paris en 1615 et préside ceux de Bourgogne. Il rédige en 1615 une lettre envoyée au Roi . Il a un rôle important dans la réforme de l'Etroite Observance de son ordre, réforme soutenue par Louis XIII.
Il est enterré à l'Abbaye de Citeaux à côté de son oncle.